# Kanton Thiers
Thiers is een kanton van het Franse departement Puy-de-Dôme. Het kanton maakt deel uit van het arrondissement Thiers.

## Gemeenten
Het kanton Thiers omvatte tot 2014 de volgende gemeenten:
- Dorat
- Escoutoux
- Thiers (hoofdplaats)

Bij de herindeling van de kantons door het decreet van 21 februari 2014, met uitwerking op 22 maart 2015, werd het kanon uitgebreid met volgende 10 gemeenten :
- Arconsat
- Celles-sur-Durolle
- Chabreloche
- La Monnerie-le-Montel
- Palladuc
- Saint-Rémy-sur-Durolle
- Saint-Victor-Montvianeix
- Saint-Agathe
- Viscomtat
- Vollore-Montagne